# ابو حبیلات
ابو حبیلات (به عربی: أبو حبیلات) یک روستا در سوریه است که در ناحیه بری شرقی واقع شده‌است. ابو حبیلات ۲۹۹ نفر جمعیت دارد.